# تشارلي بيرن
تشارلي بيرن (بالإنجليزية: Charlie Byrne)‏ هو مسير رياضي أمريكي، ولد في سبتمبر 1843، وتوفي في 4 يناير 1898.